# Réponse humanitaire au séisme du 26 décembre 2004 dans l'océan Indien

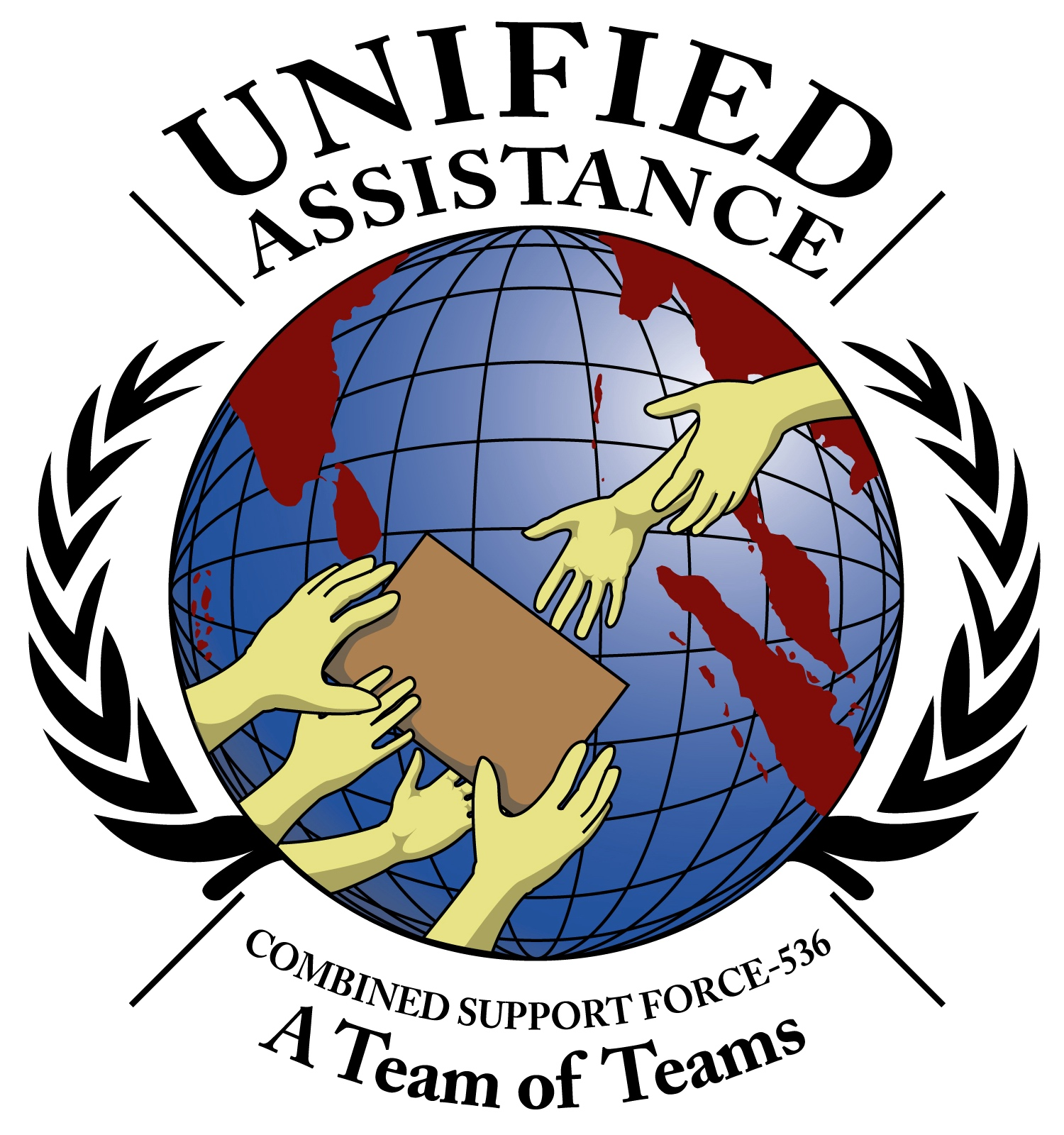
Logo de l'opération Unified Assistance sous supervision américaine d'aide au victimes du désastre.

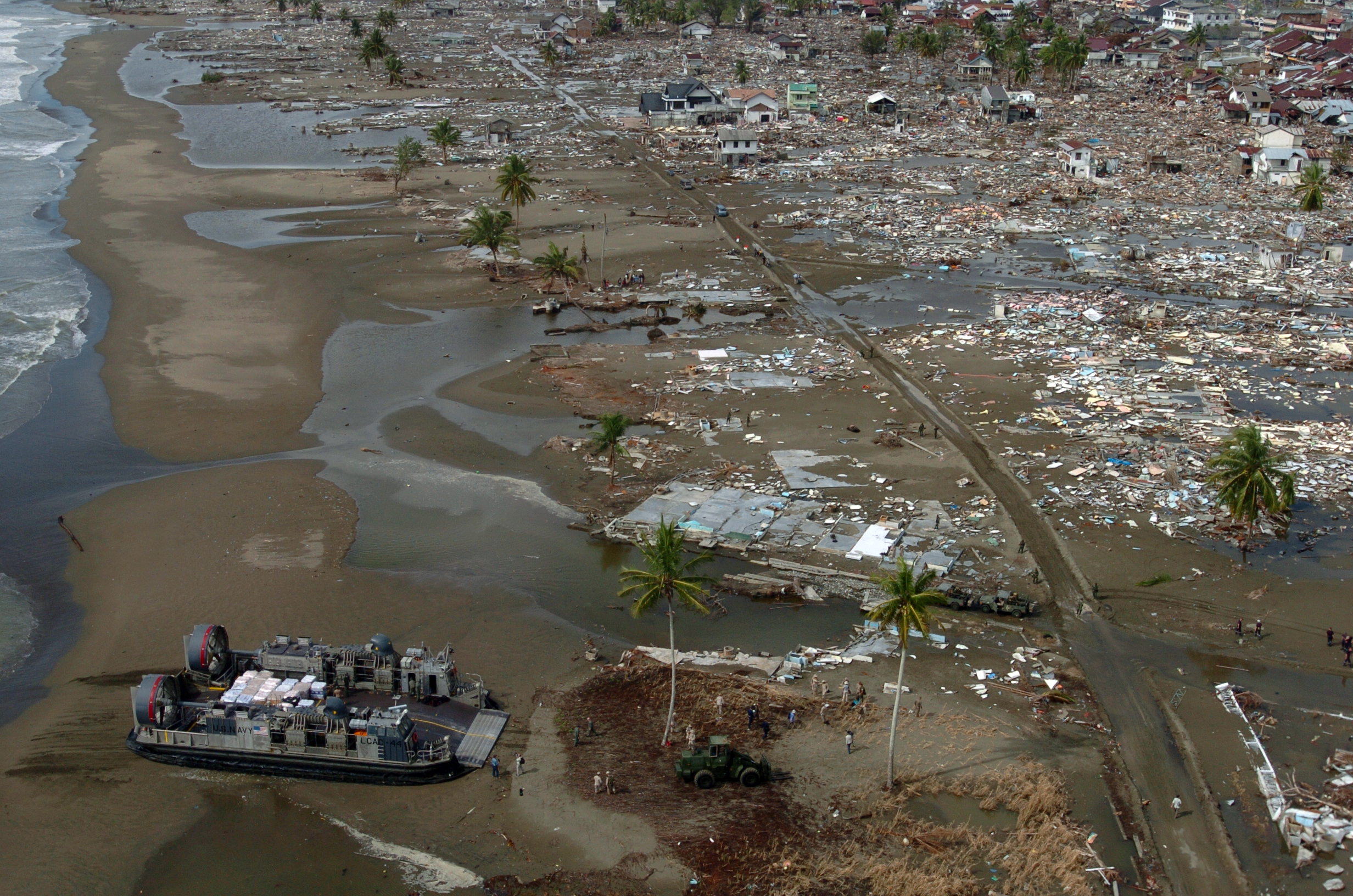
aéroglisseur de l'US Navy apportant des secours sur la côte dévastée de Sumatra

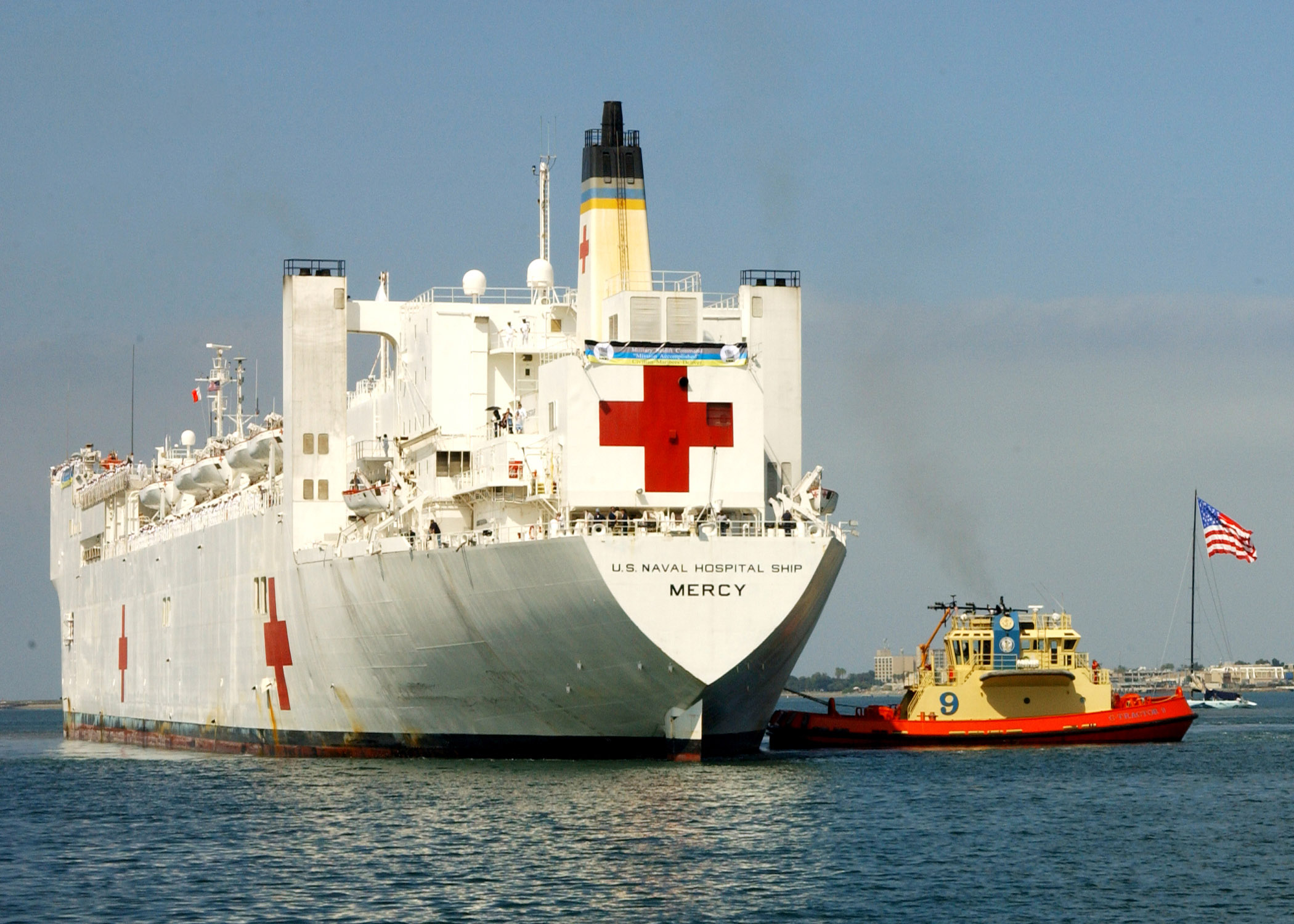
Navire-hôpital USNS Mercy (T-AH 19) du Military Sealift Command de retour à San Diego en juin 2005 après être resté 6 mois sur la zone du désastre et traité 100000 patients et pratiqué 400 interventions chirurgicales

La mobilisation internationale face au séisme du 26 décembre 2004 dans l'océan Indien est sans conteste la plus importante de l'histoire de l'aide humanitaire. Les Nations unies ont rapidement estimé à 5 milliards de dollars US les besoins pour l'assistance, la reconstruction et le soutien de moyen terme aux pays touchés par le séisme et les tsunamis.
Pour organiser l'assistance, la plupart des pays se sont regroupés sous l'égide des Nations unies, et les organisations non gouvernementales (ONG) ont commencé à collaborer étroitement avec l'organisation mondiale. Les États-Unis, par la voix de George W. Bush, ont souhaité mettre en place une coalition internationale qui se substituerait aux Nations unies, ce qui a suscité de vives réactions de protestation, notamment dans les pays de l'Union européenne. Mais à la suite du Sommet de Djakarta organisé par l'ONU, Colin Powell a annoncé que la coalition allait être intégrée aux actions de l'ONU, car selon lui elle a rempli son rôle.
Il faut également noter la très forte mobilisation des particuliers, les dons privés aux ONG étant très importants. Le fait que des pays, à travers toute la planète, aient été touchés par la mort de dizaines ou centaines de leurs compatriotes, n'est peut-être pas étranger à la sensibilité particulière constatée.

## Aides gouvernementales
| Allemagne                | Le gouvernement allemand a débloqué une somme de 3 millions d'euros comme aide immédiate. Selon un communiqué de presse du secrétaire des Affaires étrangères allemand, plusieurs équipes de l'organisation d'assistance technique gouvernementale seront envoyées en Thaïlande et au Sri Lanka, ainsi que de l'eau potable et des équipements de purification. Une aide supplémentaire est envoyée vers Phuket, avec un Airbus Medivac de rapatriement médical de l'Armée de l'air allemande. |
| Australie                | Le gouvernement australien a débloqué un fonds initial de 10 millions de dollars AUD (7,7 millions de dollars US), destiné à l'aide internationale et aux organisations humanitaires. Le ministre des Affaires étrangères Alexander Downer a déclaré que les fonds seraient revus à la hausse à mesure que des informations seraient données sur l'ampleur de la catastrophe. Trois avions gros-porteurs C-130 Hercules ont été envoyés sur place, afin d'apporter en urgence du matériel de premier secours, des médicaments, des unités de purification d'eau, des couvertures et de l'eau potable. Deux autres Hercules ont été envoyés, l'ensemble du dispositif aérien restant sur place par la suite. Dix unités médicales étaient à bords ; deux unités d'identification de victimes, du personnel diplomatique et médical sont en route pour la Thaïlande. Le gouvernement de Virginie a également annoncé la mobilisation de 1,5 million de dollars AUD, le gouvernement de Nouvelle-Galles du Sud de 2 millions de dollars AUD. |
| Belgique                 | Le gouvernement belge a envoyé 22 tonnes de matériel humanitaire à destination du Sri Lanka. Une aide de 500 000 euros va être débloquée pour être distribuée par la Croix-Rouge et l'Union Européenne. |
| Brésil                   | Le 30 décembre 2004, envoi d'un premier avion militaire brésilien pour la Thaïlande chargé de 8 tonnes de matériel médical et 8 tonnes d'aliments (riz, sucre, huile de soja). Un deuxième avion, le 5 janvier pour le Sri Lanka avec 60 tonnes de nourriture, d'eau minérale, de matériel sanitaire et des médicaments. Un troisième avion pour Jakarta avec 9 tonnes d'aliments et 7 tonnes de médicaments le 8 janvier 2005. |
| Canada                   | Le gouvernement canadien a débloqué 4 millions de dollars CAD (3,3 millions de dollars US) comme contribution immédiate à l'effort humanitaire, et fournira également des couvertures, des unités de purification d'eau et des générateurs, par l'intermédiaire l'Agence canadienne pour le développement international. |
| Catalogne                | Le gouvernement catalan a envoyé 100 000 € à destination du Sri Lanka, pour la reconstruction et l'aide alimentaire. |
| Chili                    | Le gouvernement du Chili enverra six jeunes médecins au Sri Lanka et a ouvert un compte en banque spécial pour les donations publiques. |
| Chine                    | Le gouvernement chinois enverra 21,63 millions de Renminbi (2,3 millions de dollars US) à destination de l'Asie du sud. |
| Danemark                 | Le gouvernement danois mobilisera une aide de 1,35 million d'euros. |
| Émirats arabes unis      | 2 millions de dollars US ont été débloqués, et le Croissant Rouge projette d'envoyer trois cargaisons d'aide pour l'Inde, l'Indonésie et le Sri Lanka. |
| Espagne                  | Le gouvernement espagnol a alloué 1 million d'euros pour monter une expédition d'urgence d'aide aux victimes. Deux cargos acheminant une aide matérielle sont partis le 28 décembre vers le Sri Lanka. |
| États-Unis               | À la suite des critiques initiales sur la faible aide financière apportée par les États-Unis, la Maison Blanche a annoncé le 31 décembre qu'elle décuplait son aide envers les pays sinistrés (350 millions de dollars, soit 257 millions d'euros). Au 15 janvier 2005, plus de 16 500 militaires américains appuyé par le groupe aéronaval du USS Abraham Lincoln renforcé et de très important moyens logistique était à pied d'œuvre pour les secours. Au 22 décembre 2006, le gouvernement des États-Unis a fourni quelque 841 millions de dollars au titre de l'aide à la reconstruction des pays que le tsunami. Outre l'aide des pouvoirs publics, des particuliers et des organismes américains ont fourni plus de 1,8 milliard de dollars sous forme d'argent et de dons en natures. |
| Finlande                 | Le gouvernement finlandais alloue une aide de 500 000 euros pour aider les victimes des tsunamis. Sont ajoutés à cette somme 75 000 euros et un hôpital de campagne géré par la Croix-Rouge finlandaise, ainsi que 25 000 euros à venir par l'organisation Save the Children Finland. |
| France                   | Le ministère des affaires étrangères a annoncé le 29 décembre une aide financière totale de 22,16 millions d'euros. 15 millions d'euros sont destinés aux agences de l'ONU et de la croix rouge, et 1,56 million consacrés à l'aide humanitaire et au secours des personnes touchées (médecins, secouristes, rapatriements). Parmi cette somme 5,6 millions d'euros constituent la part française à l'aide de l'Union européenne (soit 17 % de l'aide de l'UE). Vingt millions supplémentaires ont été débloqués le 31 décembre, principalement pour des installations d'eau potable. 100 000 euros ont immédiatement été mis à disposition par le ministère des Affaires étrangères pour l'aide d'urgence au lendemain de la catastrophe. La France a rapidement envoyé un avion avec 100 personnes compétentes à son bord, ainsi que 800 kg de matériel médical. 1 300 militaires ont été déployés, 3 navires (dont le Jeanne d'Arc et 14 hélicoptères).                                                                                |
| Grèce                    | Le gouvernement grec a débloqué 300 000 € pour les Maldives et le Sri Lanka, ainsi que deux avions qui apporteront une aide matérielle de 6 tonnes aux deux pays. |
| Irlande                  | Le gouvernement irlandais a promis un million d'euros d'aide pour l'Asie du sud. |
| Israël                   | Israël a envoyé de la nourriture pour bébé et des médicaments, ainsi qu'une aide de 100 000 dollars US. De plus, une équipe médicale israélienne a été dépêchée au Sri Lanka. |
| Italie                   | La Conférence épiscopale italienne a déjà envoyé 100 000 € (correspondant à une partie du don de 1 700 000 dollars US de Caritas Internationalis) et collecte actuellement les dons nationaux. |
| Japon                    | Le gouvernement japonais participera à hauteur de 30 millions de dollars US à l'aide internationale ; seront envoyés sur place trois navires à destination de la Thaïlande, afin d'aider les recherches des disparus. Par la suite le Japon a décidé d'envoyer 500 millions de dollars. |
| Koweït                   | Le gouvernement koweïtien a donné 500 000 dinars koweïtiens pour l'aide humanitaire. |
| Luxembourg               | Le Luxembourg a annoncé son intention de débloquer au moins 200 000 euros pour l'aide humanitaire. |
| Médecins sans frontières | MSF achemine 32 tonnes de matériel d'urgence vers Sumatra ; des équipes d'assistance médicales et techniques ont été envoyées sur différentes zones sinistrées,. |
| Nouvelle-Zélande         | Le gouvernement néo-zélandais a annoncé le prochain versement de 500 000 dollars US à la Croix-Rouge ; un C-130 Hercules de la Royal Air Force néo-zélandaise a été envoyé pour assurer l'évacuation des populations et l'acheminement d'aides d'urgences. |
| Norvège                  | Le gouvernement norvégien a attribué une aide de 50 millions de Nok à destination des Nations unies, de la Croix-Rouge et d'autres organisations humanitaires. |
| Pakistan                 | Le gouvernement pakistanais a annoncé l'attribution de 10 millions de PKR (0,2 million de dollars US) pour les victimes au Sri Lanka. Cette aide est composée de matériel divers, tentes, médicaments, eau potable et nourriture. Une aide additionnelle a été promise. |
| Pays-Bas                 | Le gouvernement des Pays-Bas a mis de côté 2 millions d'euros pour l'aide immédiate. La Croix-Rouge hollandaise a débloqué 100 000 euros. |
| République tchèque       | Le gouvernement de la République tchèque enverra une aide de 328 000 € (0,5 million de dollars US) sous diverses formes. |
| Royaume-Uni              | Le gouvernement britannique a d'ores et déjà envoyé 450 000 £. 400 000 £ supplémentaires ont été données via l'Union européenne à la Croix-Rouge ; 50 000 £ ont été attribuées à l'Organisation mondiale de la santé pour prévenir le développement des maladies. Des avions emportant des équipements de premier secours sont partis à destination de l'Asie du sud. Au 30 décembre, ce sont 70,5 millions d'euros qui sont mobilisés pour l'aide humanitaire. |
| Singapour                | Le gouvernement de Singapour a débloqué 500 000 dollars singapouriens (0,3 million de dollars US) pour la Croix-Rouge de Singapour, afin d'initier un appel aux dons privés. Une équipe médicale de l'Armée de l'air partira en Indonésie. Une équipe consulaire a été dépêchée à Phuket ; 2 millions de dollars ont été distribués aux pays sinistrés. |
| Suède                    | L'Agence suédoise pour le développement international a d'abord débloqué 7 millions de SEK, parmi lesquels 5 millions ont été attribués à la Croix-Rouge internationale. Le gouvernement a fait don de tentes et de couvertures au Sri Lanka. Une assistance supplémentaire avait été promise si demandée, par l'intermédiaire des Nations unies : le 30 décembre, 55 millions d'euros d'aide ont été promis. Vingt-cinq personnes ont été dépêchées sur zone pour aider aux opérations de recherche et de secours. Une équipe de police a été envoyée en Thaïlande pour aider à l'identification des victimes. Une opération de pont aérien a été mise en place pour rapatrier près de 20 000 citoyens suédois. Selon le gouvernement, tous devraient être rentrés avant le 4 janvier. Les médias suédois ont d'abord critiqué le gouvernement pour son manque de conviction dans la mise en place de l'aide internationale. |
| Suisse                   | Le gouvernement suisse a alloué 27 millions de francs suisses (22.8 millions USD) à l'aide internationale. Les dons privés sont sans précédent (227,2 millions de francs suisse (~180 484 000 €)). Opération SUMA : 3 hélicoptères Super Puma et des véhicules de soutien de l'armée suisse sur mandat du UNHCR à Sumatra du 10 janvier au 12 mars 2005 (opérations aériennes jusqu'au 27 février). Quatre équipes du Corps suisse d’aide humanitaire (CSA) ont été déployées en Inde, au Sri Lanka et en Thaïlande. Une autre équipe de médecins et de logisticiens du CSA et de l’OMS a travaillé aux Maldives. |
| Taïwan                   | Le gouvernement taïwanais a fait don de trois tonnes de biens de premiers secours, et d'une somme de 0,25 million de dollars US à destination de l'Indonésie, de l'Inde, de la Thaïlande et du Sri Lanka. Des équipes de secours ont été envoyées pour préparer le terrain des équipes internationales. |
| Turquie                  | Touchée en août et en septembre 1999 par une série de tremblements de terre ayant causé la mort de 20 000 personnes, la Turquie a commencé à collecter des fonds, espérant rassembler la somme minimale de 170 000 euros, pour des projets de reconstructions. |
| PNUD                     | Plusieurs enveloppes de 100 000 dollars US ont été envoyées au Sri Lanka, en Inde, en Indonésie, aux Maldives et à la Thaïlande pour aider à la coordination de l'aide d'urgence. |
| HCR                      | Le HCR au Sri Lanka a mobilisé ses stocks de secours pour délivrer une aide immédiate d'urgence. |
| Croix-Rouge              | A Genève, l'IFRC a débloqué une aide de 7,5 millions de francs suisses (6,6 millions de dollars US) pour une aide immédiate aux survivants. |
| UNFPA                    | Près d'un million de dollars US et du personnel qualifié ont été envoyés pour s'assurer que les besoins sanitaires et l'assistance aux femmes enceintes seront assurés. |
| UNICEF                   | Le HCR a envoyé *des vêtements et plus de 30 000 couvertures et tapis de sol ont été envoyés au Sri Lanka *1 600 containers d'eau potable, 30 000 couvertures, des unités de médicaments et plusieurs centaines de milliers de pastilles de purification d'eau en Inde *une aide similaire en Indonésie et aux Maldives. |
| Union européenne         | L'Union européenne offre une aide immédiate d'urgence de 3 millions d'euros pour les victimes, afin de subvenir aux besoins de première importance. Une aide plus large sera mobilisée par la suite. |

## Aides privées
En plus des dons gouvernementaux, la catastrophe du 26 décembre a suscité dans la population de tous les pays du monde un élan de solidarité sans précédent. De nombreuses entreprises ont également répondu à l'appel à la solidarité. Voici des exemples parmi beaucoup d'autres de cette générosité.
- Allemagne
  - Grâce à, entre autres, des émissions télévisées spéciales, 30 millions d'euros ont été versés, dont un tiers pour la Croix rouge.
  - Michael Schumacher a fait un don de 10 millions de dollars.

- Belgique
  - Le Consortium belge pour les situations d'urgence recueille 53 millions d’euros de dons de particuliers, la plus importante récolte de fonds jamais organisée en Belgique.
  - Organisation d'une soirée spéciale solidarité le 14 janvier 2005 par les chaînes privée et publique francophones RTL-TVI et RTBF. Cette collaboration est exceptionnelle vu les tensions qui existent entre la chaîne publique et la principale chaîne privée en Belgique. Une telle collaboration n'avait eu lieu qu'une seule fois pour récolter des fonds pour les victimes du conflit au Kosovo.
  - Un baptême de l'air a été organisé le 8 janvier à bord d'un petit avion de ligne, l'argent des billets (49 € par personne) a été reversé au profit des victimes.

- Europe
  - Airbus a fait un don de 1 million d'euros et a prêté un SuperTransporter A300-600ST Belouga pour acheminer de l'aide humanitaire.

- France
  - Collecte organisée lors du match de division 1 Marseille-Nice le 16 janvier 2005.
  - Collecte via un lavage-auto organisée dans la cour du Collège Valéri ( à Nice ) samedi 8 janvier 2005.
  - Une école du Nord a servi aux élèves uniquement du riz lors du repas à la cantine pour les sensibiliser à la faim en Asie, les économies réalisées grâce à ce repas « pauvre » ont été reversées pour les victimes.
  - L'Association Tsunami Aides aux Victimes ATAV[9], créée par 6 rescapés au Sri Lanka, réalise une mission en 2005 de reconstruction et d'accompagnement social dans le district de Trincomalee à l'Est du pays.
  - L’ONG "Sri Lanka Solidarity" (SLS), créée fin 2004 par Philippe Fabry, un Français résidant à Sri Lanka, construit à Hambantota un village de 125 maisons, "Itsouti"[10], avec l’aide de nombreux partenaires, dont la Fondation de France[11]. En parallèle, deux chantiers navals sont établis à Beliatta (au sud) et à Ondachchimadam (à l’est). Ils produisent des bateaux mis à la disposition des pêcheurs locaux avec leur armement : 9 bateaux de gros tonnage, 53 traditionnels et 47 en polyester[12]. L’opération est réalisée en partenariat notamment avec l’association "Réunir"[13] comprenant des financements de la CPT - Coordination Post-Tsunami (gouvernement français).
  - En partenariat avec l’association Solidarité Laïque, un collectif de 48 organisations liées à l’école publique, à l’éducation populaire et à l’économie sociale et solidaire, l’ONG Sri Lanka Solidarity lance le magazine Yuti . Publié et distribué gratuitement entre 2006 et 2010, « Yuti », qui signifie « Unité » en sanskrit, est un magazine trilingue (anglais, cinghalais, tamoul) indépendant, non communautaire, laïque et apolitique destiné aux enfants sri lankais âgés de 8 à 14 ans.
- Royaume-Uni
  - Un jeune britannique de 13 ans qui vit à Bristol a récolté 387 € en revendant, avec ses sœurs et plusieurs amis, des jouets qu'ils avaient eu pour Noël.
  - Une semaine jour pour jour après la catastrophe, les dons de particuliers s'élevaient déjà à 84,6 millions d'euros.
  - La reine Élisabeth II a fait un don qualifié de « substantiel » dont la somme n'a pas été rendue publique.
  - Le chanteur Ozzy Osbourne a lui fait un don de 141 000 euros.
  - Les 20 clubs de la division 1 du Royaume-Uni ont donné ensemble 1 million de livres.
  - Le joueur attaquant Dwight Yorke de Birmingham City a appelé ses collègues à faire un don d'une semaine de leur salaire.

- Suède
  - Les entreprises et les foyers du pays européens le plus touché en matière de victimes ont eu un élan de solidarité qui a suscité plus de 43 millions d'euros de dons.
  - Deux soirées de solidarité ont été organisées avec notamment des membres de la famille royale comme invités. Elles ont permis de récolter 37,6 millions d'euros dans ce pays de seulement 9 millions d'habitants.

- Suisse
  - la collecte nationale de La Chaîne du bonheur en faveur des victimes du séisme en Asie a battu le 5 janvier 2005 tous les records, avec plus de 62 millions de francs de promesses de dons. Au total, elle avait récolté plus de 227,2 millions de francs suisse (~180 484 000 €) depuis le 26 décembre[14].

## Aide à long terme
L'aide à long terme, pour la deuxième phase dite de « reconstruction » économique et sociale, est d'ores et déjà problématique, au regard des précédents historiques. De nombreux observateurs et critiques craignent que la générosité des pays donateurs ne soit pas suivie d'effets prolongés, comme le montre l'évolution à la baisse depuis plusieurs dizaines d'années de l'aide publique au développement.